# Мітчелл Робінсон
Мітчелл Робінсон III (англ. Mitchell Robinson III, нар. 1 квітня 1998, Пенсакола) — американський професіональний баскетболіст, центровий команди НБА «Нью-Йорк Нікс».

## Ігрова кар'єра
Починав грати у баскетбол у команді старшої школи Чалметт з однойменного міста. 
У липні 2017 року Робінсон вступив до Університету Західного Кентуккі на літній семестр і тренувався з командою близько двох тижнів, але був дискваліфікований на невизначений термін за порушення командних правил. 18 вересня він оголосив, що покине коледж і буде готуватися до драфту НБА 2018 року. Він стане першим обраним на драфті, хто не буде грати за жодну команду (коледжу, професіональну чи середньої школи) протягом цілого року до того, як потрапить на драфт НБА, хоча НБА все одно вважатиме, що він перейшов із Західного Кентуккі. 
2018 року був обраний у другому раунді драфту НБА під загальним 36-м номером командою «Нью-Йорк Нікс».
Професійну кар'єру розпочав 2018 року виступами за тих же «Нью-Йорк Нікс», відтоді й досі захищає кольори команди з Нью-Йорка.

## Статистика виступів

### Регулярний сезон
| Сезон             | Команда           | GP  | GS  | MPG  | FG%  | 3P% | FT%  | RPG | APG | SPG | BPG | PPG |
| ----------------- | ----------------- | --- | --- | ---- | ---- | --- | ---- | --- | --- | --- | --- | --- |
| 2018–19           | «Нью-Йорк Нікс»   | 66  | 19  | 20.6 | .694 | —   | .600 | 6.4 | .6  | .8  | 2.4 | 7.3 |
| 2019–20           | «Нью-Йорк Нікс»   | 61  | 7   | 23.1 | .742 | —   | .568 | 7.0 | .6  | .9  | 2.0 | 9.7 |
| 2020–21           | «Нью-Йорк Нікс»   | 31  | 29  | 27.5 | .653 | —   | .491 | 8.1 | .5  | 1.1 | 1.5 | 8.3 |
| 2021–22           | «Нью-Йорк Нікс»   | 72  | 62  | 25.7 | .761 | —   | .486 | 8.6 | .5  | .8  | 1.8 | 8.5 |
| Усього за кар'єру | Усього за кар'єру | 230 | 117 | 23.8 | .722 | —   | .540 | 7.5 | .6  | .9  | 2.0 | 8.4 |